# Угон A310 в Сингапур
Угон A310 в Сингапур — угон самолёта, произошедший 26 марта 1991 года. Авиалайнер Airbus A310-324 авиакомпании Singapore Airlines выполнял плановый международный рейс SQ117 по маршруту Куала-Лумпур — Сингапур, однако во время полёта был захвачен 4 вооружёнными террористами из «Пакистанской народной партии (ПНП)». Целью террористов было освобождение Асифа Али Зардари (который впоследствии стал президентом Пакистана) и других членов ПНП из тюрьмы.
Поскольку требования угонщиков не были выполнены, они пригрозили начать расстрел заложников, но бойцы SOF провели штурм угнанного самолёта. Во время штурма все 4 угонщика были убиты, а все 125 человек на борту остались живы.

## Самолёт
Airbus A310-324 (регистрационный номер 9V-STP, серийный 443) был выпущен в 1987 году (первый полёт совершил 2 октября под тестовым б/н F-WWCS). 22 декабря 1988 года был передан авиакомпании Singapore Airlines. Оснащён двумя турбовентиляторными двигателями Pratt & Whitney PW4156A.

## Хронология событий

### 26 марта
Рейс 117 вылетел из Куала-Лумпура в 21:15 по местному времени и взял курс на Сингапур. Во время полёта самолёт был угнан четырьмя пакистанцами, которые были вооружены ножами и имели при себе взрывчатку. В 22:15 самолёт благополучно приземлился в аэропорту Чанги в Сингапуре, где угонщиков уже ждали представители Singapore Airlines для проведения переговоров.
Угонщики утверждали, что они являлись членами «Пакистанской народной партии», и требовали освобождения Асифа Али Зардари, который был мужем бывшего премьер-министра Пакистана Беназиры Бхутто, а также некоторых других членов ПНП из тюрьмы. Угонщики потребовали заправить самолёт для полёта в Австралию.

### 27 марта
Утром 27 марта угонщики вытолкнули двух бортпроводников из самолёта. В 06:45 они заявили, что если в течение 5 минут их требования не будут выполнены, они будут убивать по одному пассажиру каждые 10 минут. Через 2 минуты бойцам SOF был отдан приказ начать штурм самолёта. Штурм длился 30 секунд, за его время все 4 угонщика были убиты. В 06:50 рейс SQ117 был полностью освобождён. Никто из находившихся на борту 125 человек (не считая угонщиков) не погиб, однако двое бортпроводников получили ранения, когда они были выброшены из самолёта.

## Последствия
Все участники штурма и экипаж были удостоены похвал от премьер-министра Сингапура Го Чок Тонга. Командир самолёта и глава полиции, участвовавшие в штурме, были награждены Звездой государственной службы Сингапура. Другие члены операции были награждены Медалью Доблести.

### Номер рейса
С 2020 года Singapore Airlines использует рейс 117 на маршруте Куала-Лумпур—Сингапур, и его выполняет Boeing 737-800.

### Дальнейшая судьба самолёта
После угона Singapore Airlines использовала самолёт ещё 10 лет, 11 мая 2001 года воздушное судно было передано испанской авиакомпании Air Plus Comet, где было перерегистрировано и получило бортовой номер EC-HVB. 31 мая 2003 года Airbus A310-324 был передан на хранение аэрокосмическому центру в Мохаве и 25 апреля 2005 года разобран на металлолом.